# لورنزو پاسیوتی
لورنزو پاسیوتی (انگلیسی: Lorenzo Pasciuti؛ زادهٔ ۲۴ سپتامبر ۱۹۸۹) بازیکن فوتبال اهل ایتالیا است.
از باشگاه‌هایی که در آن بازی کرده‌است می‌توان به باشگاه فوتبال کارپی و باشگاه فوتبال پیزا اشاره کرد.